# Carency
Carency település Franciaországban, Pas-de-Calais megyében. Lakosainak száma 820 fő (2022. január 1.). Carency Ablain-Saint-Nazaire, Mont-Saint-Éloi, Neuville-Saint-Vaast, Souchez, Villers-au-Bois és Gouy-Servins községekkel határos.

## Népesség
A település népességének változása:
| Lakosok száma | 720  | 729  | 748  | 750  | 765  | 780  | 796  | 801  | 820  |
|               | 2013 | 2015 | 2016 | 2017 | 2018 | 2019 | 2020 | 2021 | 2022 |